# Медведь, Филипп Демьянович
Филипп Демьянович Медве́дь (1889/1890, д. Масеево, Пружанский уезд, Гродненская губерния — 27 ноября 1937, Москва) — деятель РСДРП(б) и органов ВЧК-ОГПУ-НКВД СССР. Председатель ПетроЧК в 1919 г. В 1930—1934 гг. полномочный представитель ОГПУ СССР по Ленинградской обл. — начальник УНКВД ЛО. Расстрелян в 1937 году в «особом порядке», реабилитирован посмертно.

## Биография

### До революции
Родился в семье белорусского рабочего.
Образование: 6 классов ж.-д. училища; учился в механико-техническом училище, отчислен за участие в забастовке. Член Социал-демократической партии Польши и Литвы с 1907 года (принят по рекомендации Ф. Э. Дзержинского).
С 1905 по 1917 год работал чертёжником, землемером, плотником; к революционному движению примкнул в Варшаве; участвовал в стачках, был членом подпольных марксистских кружков; четыре раза подвергался аресту, два года сидел в тюрьме. После освобождения работал техником-строителем в магистрате Варшавы. В марте 1917 года переехал в Москву и работал в Сокольнической мастерской рабочим-браковщиком.

### После революции
С ноября 1917 по май 1918 год один из организаторов Сокольнической районной милиции, последовательно занимал должности члена Сокольнического районного военно-революционного комитета (Москва), начальника 1-го Московского революционного отряда, военного комиссара Сокольнического района (Москва).
В органах ЧК-ГПУ-НКВД 1918 года: с мая по сентябрь 1918 года член Контрольной коллегии ВЧК при СНК РСФСР, затем с сентября 1918 года председатель Тульской губернской ЧК. С 27.3.1919 по 1920 год член коллегии ВЧК при СНК РСФСР и одновременно с 5.5. по 30.8.1919 года председатель Петроградской губернской ЧК. С 30.08. по октябрь 1919 года начальник особого отдела ВЧК Западного фронта, затем по декабрь 1919 года заведующий концентрационными лагерями НКВД РСФСР. С октября по декабрь 1919 года заведующий Отделом принудительных работ НКВД РСФСР. Затем вновь переведён на фронт. С декабря 1919 года по ноябрь 1921 года начальник особого отдела ВЧК Западного фронта, затем с января по ноябрь 1921 года полномочный представитель ВЧК по Западному краю. С ноября 1921 года по февраль 1922 года заместитель председателя Московской губернской ЧК. С 1921 года по февраль 1922 года начальник Московской окружной транспортной ЧК. С декабря 1921 года по 31.12.1923 года начальник особого отдела ВЧК — ГПУ — ОГПУ Московского военного округа. С 7.3.1922 по 24.12.1923 года начальник Московского губернского отдела ГПУ. С 7.4.1924 по 3.12.1925 года полномочный представитель ОГПУ при СНК СССР по Западному краю. С 7.4.1924 по 3.12.1925 года председатель ГПУ при СНК Белорусской ССР, одновременно начальник особого отдела ОГПУ Западного фронта. С 12.2.1926 по декабрь 1929 года полномочный представитель ОГПУ при СНК СССР по Дальне-Восточному краю, одновременно с 1.8. по декабрь 1929 года начальник особого отдела Отдельной Краснознамённой Дальне-Восточной Армии (ОКДВА). С 8.1.1930 по 10.7.1934 года полномочный представитель ОГПУ при СНК СССР по Ленинградскому военному округу, одновременно с 8.1.1930 по 20.4.1932 года начальник особого отдела ОГПУ Ленинградского военного округа и с 8.1.1930 по 20.4.1932 года начальник Ленинградского окружного транспортного отдела ОГПУ ССР; одновременно с 22.11.1931 по 10.7.1934 года член коллегии ОГПУ при СНК СССР. С 15.7.1934 по 3.12.1934 года начальник Управления НКВД СССР по Ленинградской области. Руководитель арестов и высылок из Ленинграда сторонников партийной оппозиции, репрессий против «представителей эксплуататорских классов» и «классово-чуждых элементов».

#### Репрессии
- После убийства С. М. Кирова в Смольном 1 декабря 1934 года отстранён от должности, вызван в Москву и арестован. 9 января 1935 года исключён из ВКП(б).
  - 23 января 1935 года ВКВС СССР осуждён к 3 годам лишения свободы за «преступно-халатное отношение к своим обязанностям по охране госбезопасности» по ст. 193—17"а" УК РСФСР к 3 годам концлагеря; отправлен в Дальстрой. Отбывал наказание в СевостЛАГе НКВД (в конце 1935 г. освобождён досрочно).
- С 1935 года по май 1937 года начальник Южного горно-промышленного управления Главного управления строительства Дальнего Севера (Дальстрой) НКВД СССР. На момент повторного ареста начальник Кулунского разведывательного района Северо-Восточного ИТЛ НКВД.
- 7 сентября 1937 года арестован. Внесен в сталинский расстрельный список № 7 от 1.11.1937 г. по 1-й категории («Быв. сотрудники НКВД») — «за» Молотов, Сталин, Ворошилов, Каганович, Жданов[1]. Осуждён «в особом порядке».
- 27 ноября 1937 года расстрелян вместе с бывш. наркомом НКВД УССР В. А. Балицким. Место захоронения — «могила невостребованных прахов» № 1 1 крематория Донского кладбища.[2]
- 17 декабря 1957 года реабилитирован посмертно ВКВС СССР.

## Семья
Жена:
Копыловская-Медведь (урожд. Левитт) Раиса Михайловна 1900 г.р., уроженка г. Крестцы Крестецкого уезда Санкт-Петербургской губ., еврейка, беспартийная, участница Гражданской войны. На момент ареста 9.12.1937 г. домохозяйка. Проживала в г. Москва. Внесена в Сталинский расстрельный список от 3.1.1938 г. («за» Жданов, Молотов, Каганович, Ворошилов). Осуждена 20 января 1938 г. ВКВС СССР по обвинению в том, что «была женой активного участника контрреволюционной террористической организации Ф. Д. Медведя и способствовала его деятельности». Расстреляна в тот же день. Место захоронения — спецобъект НКВД «Коммунарка». Реабилитирована посмертно 17 сентября 1957 г. ВКВС СССР.
Братья жены:
Левитт Евгений Михайлович 1909 г.р., уроженец г. Крестцы Крестецкого уезда Санкт-Петербургской губ., еврей, в 1936-5.1937 гг. помощник начальника 7-го отделения 3 отдела УНКВД Ленинградской обл., в 5.1937- 5.1938 гг. начальник 2-го отделения 3 отдела УНКВД Ленинградской обл., лейтенант ГБ. Как сотрудник 3 отдела УНКВД Ло имел непосредственное отношение к массовым арестам жителей города в рамках национальных операций НКВД. Уволен из органов НКВД 9.5.1938 г. Арестован в 1938 г. и этапирован в Москву. Внесён в Сталинский расстрельный список от 20 августа 1938 г. по 1-й категории (Список № 3 «Бывш. сотрудники НКВД») — «за» Сталин, Молотов. Осужден к ВМН 28 августа 1938 г. ВКВС СССР. Расстрелян в тот же день. Место захоронения — спецобъект НКВД «Коммунарка». Не реабилитирован.
Левитт Павел Михайлович 1903 г.р., уроженец г. Крестцы Крестецкого уезда Санкт-Петербургской губ., еврей, образование незаконченное среднее, член РКП(б) с 1919 г., на момент ареста 4 июня (по др. данным 5 июня) 1938 г. редактор сектора современной литературы Ленинградского отделения Гослитиздата. Проживал в г. Ленинград. После ареста этапирован в Москву. Внесён в список В.Меркулова от 6 сентября 1940 г. по 1-й категории как «участник антисоветской террористической организации правых» («По заданию контрреволюционной организации, работая начальником сельскохозяйственного отдела газеты „Ленинградская правда“ в 1935 г., использовал печать для помещения вымышленных клеветнических материалов о колхозной действительности.»). Осуждён к ВМН 8 июля 1941 г. ВКВС СССР в Москве. Расстрелян 28 июля 1941 г. с большой группой осуждённых ВКВС СССР (буквы К — Р списка подлежащих суду ВКВС СССР). Место захоронения и, возможно, расстрела — спецобъект НКВД «Коммунарка». Реабилитирован посмертно 19 сентября 1956 г. ВКВС СССР.

## Адреса в Москве
Садовая-Кудринская улица, д. 32, кв. 7.

## Награды
- орден Красного Знамени (Приказ РВСР № 145), 1922;
- орден Красного Знамени (3.9.1930);
- знак «Почётный работник ВЧК—ГПУ (V)» № 12;
- знак «Почётный работник ВЧК—ГПУ (XV)» (20.12.1932).

## Образ Филиппа Медведя в культуре и творчестве
- Персонаж романа Рыбакова А. Н. «Дети Арбата».
- 1992 — «Сталин», США — Венгрия — Россия.